# Відважна (фільм)
Хоробра (Відважна) (англ. The Brave One) — трилер 2007 року.

## Сюжет
Для Еріки Бейн (Фостер) вулиці Нью-Йорка стали домівкою і сенсом життя. Вона працює ведучою програми на радіостанції під назвою «Прогулянки по Нью-Йорку» і ділиться з радіослухачами звуками, які чує у своєму улюбленому місті, історіями, якими це місто ділиться з нею. А увечері вона поспішає додому до нареченого Дейвіда, кохання всього її життя. Але однієї жахливої ночі Еріку позбавляють всього, що для неї важливе і дороге, що вона любить і цінує, коли вони з Дейвідом випадково виявляються жертвами нападу, в ході якого Дейвіда вбивають, а Еріка опиняється в критичному стані..